# Station Katata
Station Katata (堅田駅, Katata-eki) is een spoorwegstation in de Japanse stad Ōtsu. Het wordt aangedaan door de Kosei-lijn. Het station heeft vier sporen, gelegen aan twee eilandperrons. 

## Treindienst

### JR West
| 1,2 | ■ Kosei-lijn | richting Omi-Imazu en Tsuruga |
| 3,4 | ■ Kosei-lijn | richting Kioto en Ōsaka       |

## Geschiedenis
Het station werd in 1974 geopend.  

## Stationsomgeving
- Mangetsu-tempel
- Al Plaza (supermarkt)
- Izumiya (supermarkt)
  - Baskin-Robbins
- Kentucky Fried Chicken
- Shiga Bank
- Kansai Urban Bank
- Kioto Bank
- FamilyMart
- Circle-K
- Reuzenrad
- Biwako-brug
- Autoweg 161
- Autoweg 477
- Biwameer

(Kioto) · Yamashina · Ōtsukyō · Karasaki · Hieizan Sakamoto · Ogoto-onsen · Katata · Ono · Wani · Hōrai · Shiga · Hira · Ōmi-Maiko · Kita-Komatsu · Ōmi-Takashima · Adogawa · Shin-Asahi · Ōmi-Imazu · Ōmi-Nakashō · Makino · Nagahara · Ōmi-Shiotsu (>> Hokuriku-lijn)